# Omnicide - Creation Unleashed
Omnicide – Creation Unleashed è il quarto album full-length del gruppo musicale tedesco Neaera, distribuito il 26 maggio 2009 dalla Metal Blade Records.

## Tracce
1. I Loathe – 4:34
2. Prey to Anguish – 4:36
3. The Wretched of the Earth – 3:49
4. Grave New World – 4:02
5. Age of Hunger – 4:57
6. Caesura – 4:21
7. Omnicide – 4:22
8. In Near Ruins – 4:47
9. The Nothing Doctrine – 4:39
10. I am the Rape – 4:00
11. The Lasting Dose – 4:06 – Crowbard cover